# 로니 윌리엄스
로니 엘리스 윌리엄스(Ronnie Ellis Williams, 1996년 1월 6일 ~ )는 미국의 야구 선수이자, 현 멕시칸 리그 디아블로스 로호스 델 멕시코의 투수이다.

## 미국 프로야구 시절
2014년에 세인트루이스 카디널스에 입단하였다.

## 한국 프로야구 시절

### KIA 타이거즈시절
2022년에 보 다카하시를 대체할 외국인 투수로 영입되었다. 2022년 6월 28일에 성적 부진으로 인해 방출됐다.그에 대체 선수로는 토마스 파노니가 영입되었다.

## 미국 프로야구 복귀
2022년에 샌프란시스코 자이언츠에 복귀하였다.